# 阿莱格尔莱菲马德
阿莱格尔莱菲马德（法語：Allègre-les-Fumades，法語發音：[alɛɡʁ le fymad]）是法国加尔省的一个市镇，属于阿莱斯区。

## 地理
阿莱格尔莱菲马德（44°11'5"N, 4°14'2"E）面积24.59 平方千米，位于法国奧克西塔尼大區加尔省，该省份为法国南部沿海省份，南端濒地中海，北起顺时针与阿尔代什省、沃克吕兹省、罗讷河口省、埃罗省、阿韦龙省和洛泽尔省接壤。
与阿莱格尔莱菲马德接壤的市镇（或旧市镇、城区）包括：布凯、丰叙吕桑、纳瓦塞勒、波特利耶尔、里维耶尔、鲁松、圣但尼、圣瑞利安德卡萨尼亚、塞尔瓦。

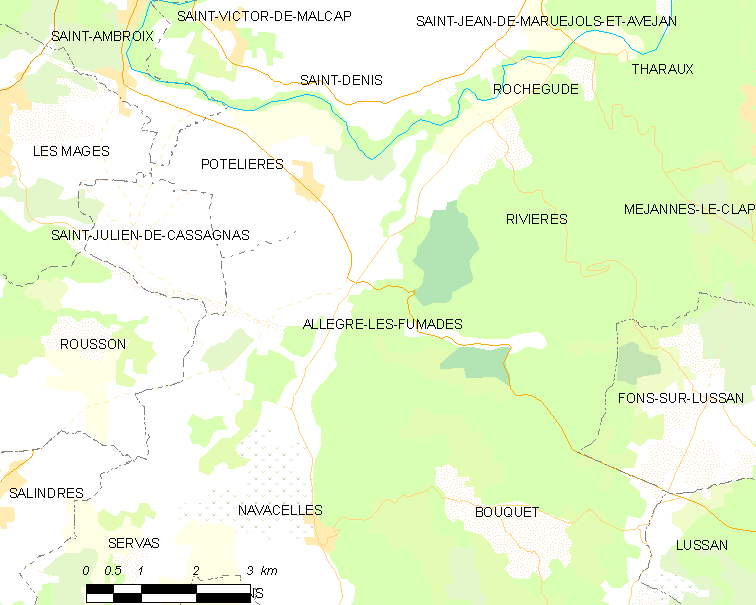
阿莱格尔莱菲马德的OSM定位图

阿莱格尔莱菲马德的时区为UTC+01:00、UTC+02:00（夏令时）。

## 行政
阿莱格尔莱菲马德的邮政编码为30500，INSEE市镇编码为30008。

## 政治
阿莱格尔莱菲马德所属的省级选区为鲁松县。

## 人口

1962-2008年间阿莱格尔莱菲马德人口变化图示

阿莱格尔莱菲马德于2022年1月1日时的人口数量为1013人。